# Kvalifikace na Mistrovství světa ve fotbale 2022 (UEFA) – skupina G
Skupina G kvalifikace na Mistrovství světa ve fotbale 2022 je jednou z 9 evropských kvalifikačních skupin na tento šampionát. Postup na závěrečný turnaj si zajistí vítěz skupiny. Osm nejlepších týmů na druhých místech ze všech skupin bude hrát baráž, zatímco nejhorší tým na druhých místech přímo vypadne.

## Tabulka

### Skupina G
| Tým        | Z  | V | R | P  | VG | IG | +/- | B  | výsledek          |
| ---------- | -- | - | - | -- | -- | -- | --- | -- | ----------------- |
| Nizozemsko | 10 | 7 | 2 | 1  | 33 | 8  | +25 | 23 | postup na MS 2022 |
| Turecko    | 10 | 6 | 3 | 1  | 27 | 16 | +11 | 21 | postup do baráže  |
| Norsko     | 10 | 5 | 3 | 2  | 15 | 8  | +7  | 18 |                   |
| Černá Hora | 10 | 3 | 3 | 4  | 14 | 15 | -1  | 12 |                   |
| Lotyšsko   | 10 | 2 | 3 | 5  | 11 | 14 | −3  | 9  |                   |
| Gibraltar  | 10 | 0 | 0 | 10 | 4  | 43 | −39 | 0  |                   |

## Zápasy
| 24. března 2021 18:00                      |                             |                             |                                                                 |
| Turecko                                    | 4–2                         | Nizozemsko                  | Atatürkův olympijský stadion, Istanbul rozhodčí: Michael Oliver |
| Yılmaz 15', 34' (pen.), 81' Çalhanoğlu 46' | Report (FIFA) Report (UEFA) | Klaassen 75' L. De Jong 76' | Atatürkův olympijský stadion, Istanbul rozhodčí: Michael Oliver |

| 24. března 2021 20:45 |                             |                                         |                                                    |
| Gibraltar             | 0–3                         | Norsko                                  | Victoria Stadium, Gibraltar rozhodčí: Duje Strukan |
|                       | Report (FIFA) Report (UEFA) | Sørloth 43' Thorstvedt 45' Svensson 57' | Victoria Stadium, Gibraltar rozhodčí: Duje Strukan |

| 24. března 2021 20:45 |                             |                  |                                               |
| Lotyšsko              | 1–2                         | Černá Hora       | Skonto stadions, Riga rozhodčí: Alain Durieux |
| J. Ikaunieks 40'      | Report (FIFA) Report (UEFA) | Jovetić 41', 83' | Skonto stadions, Riga rozhodčí: Alain Durieux |

| 27. března 2021 15:00                           |                             |                   |                                                                |
| Černá Hora                                      | 4–1                         | Gibraltar         | Stadion Pod Goricom, Podgorica rozhodčí: Manuel Schüttengruber |
| Bećiraj 25' Simić 43' Tomašević 53' Jovetić 80' | Report (FIFA) Report (UEFA) | Styche 30' (pen.) | Stadion Pod Goricom, Podgorica rozhodčí: Manuel Schüttengruber |

| 27. března 2021 18:00       |                             |          |                                                            |
| Nizozemsko                  | 2–0                         | Lotyšsko | Johan Cruyff Arena, Amsterdam rozhodčí: Stéphanie Frappart |
| Berghuis 32' L. de Jong 69' | Report (FIFA) Report (UEFA) |          | Johan Cruyff Arena, Amsterdam rozhodčí: Stéphanie Frappart |

| 27. března 2021 18:00 |                             |                           |                                                   |
| Norsko                | 0–3                         | Turecko                   | La Rosaleda, Málaga rozhodčí: Alejandro Hernández |
|                       | Report (FIFA) Report (UEFA) | Tufan 4', 59' Söyüncü 28' | La Rosaleda, Málaga rozhodčí: Alejandro Hernández |

| 30. března 2021 20:45 |                             |                                                                                    |                                                     |
| Gibraltar             | 0–7                         | Nizozemsko                                                                         | Victoria Stadium, Gibraltar rozhodčí: João Pinheiro |
|                       | Report (FIFA) Report (UEFA) | Berghuis 42' L. de Jong 55' Depay 61', 88' Wijnaldum 62' Malen 64' Van de Beek 85' | Victoria Stadium, Gibraltar rozhodčí: João Pinheiro |

| 30. března 2021 20:45 |                             |             |                                                         |
| Černá Hora            | 0–1                         | Norsko      | Stadion Pod Goricom, Podgorica rozhodčí: Anthony Taylor |
|                       | Report (FIFA) Report (UEFA) | Sørloth 35' | Stadion Pod Goricom, Podgorica rozhodčí: Anthony Taylor |

| 30. března 2021 20:45                       |                             |                                              |                                                                   |
| Turecko                                     | 3–3                         | Lotyšsko                                     | Atatürkův olympijský stadion, Istanbul rozhodčí: Daniel Stefański |
| Karaman 2' Çalhanoğlu 33' Yılmaz 52' (pen.) | Report (FIFA) Report (UEFA) | Savaļnieks 35' Uldriķis 58' D. Ikaunieks 79' | Atatürkův olympijský stadion, Istanbul rozhodčí: Daniel Stefański |

| 1. září 2021 20:45 |                             |           |                        |
| Lotyšsko           | 3–1                         | Gibraltar | Daugava stadions, Riga |
|                    | Report (FIFA) Report (UEFA) |           | Daugava stadions, Riga |

| 1. září 2021 20:45 |                             |            |                        |
| Norsko             | 1–1                         | Nizozemsko | Ullevaal Stadion, Oslo |
|                    | Report (FIFA) Report (UEFA) |            | Ullevaal Stadion, Oslo |

| 1. září 2021 20:45 |                             |            |                         |
| Turecko            | 2–2                         | Černá Hora | Vodafone Park, Istanbul |
|                    | Report (FIFA) Report (UEFA) |            | Vodafone Park, Istanbul |

| 4. září 2021 18:00 |                             |        |                        |
| Lotyšsko           | 0–2                         | Norsko | Daugava stadions, Riga |
|                    | Report (FIFA) Report (UEFA) |        | Daugava stadions, Riga |

| 4. září 2021 20:45 |                             |         |                             |
| Gibraltar          | 0–3                         | Turecko | Victoria Stadium, Gibraltar |
|                    | Report (FIFA) Report (UEFA) |         | Victoria Stadium, Gibraltar |

| 4. září 2021 20:45 |                             |            |                            |
| Nizozemsko         | 4–0                         | Černá Hora | Philips Stadion, Einthoven |
|                    | Report (FIFA) Report (UEFA) |            | Philips Stadion, Einthoven |

| 7. září 2021 20:45 |                             |          |                                |
| Černá Hora         | 0–0                         | Lotyšsko | Stadion Pod Goricom, Podgorica |
|                    | Report (FIFA) Report (UEFA) |          | Stadion Pod Goricom, Podgorica |

| 7. září 2021 20:45 |                             |         |                               |
| Nizozemsko         | 6–1                         | Turecko | Johan Cruyff Arena, Amsterdam |
|                    | Report (FIFA) Report (UEFA) |         | Johan Cruyff Arena, Amsterdam |

| 7. září 2021 20:45 |                             |           |                        |
| Norsko             | 5–1                         | Gibraltar | Ullevaal Stadion, Oslo |
|                    | Report (FIFA) Report (UEFA) |           | Ullevaal Stadion, Oslo |

| 8. října 2021 20:45 |                             |            |                             |
| Gibraltar           | 0–3                         | Černá Hora | Victoria Stadium, Gibraltar |
|                     | Report (FIFA) Report (UEFA) |            | Victoria Stadium, Gibraltar |

| 8. října 2021 20:45 |                             |            |                        |
| Lotyšsko            | 0–1                         | Nizozemsko | Daugava stadions, Riga |
|                     | Report (FIFA) Report (UEFA) |            | Daugava stadions, Riga |

| 8. října 2021 20:45 |                             |        |                                               |
| Turecko             | 1–1                         | Norsko | Fenerbahçe Şükrü Saracoğlu Stadyumu, Istanbul |
|                     | Report (FIFA) Report (UEFA) |        | Fenerbahçe Şükrü Saracoğlu Stadyumu, Istanbul |

| 11. října 2021 20:45 |                             |         |                        |
| Lotyšsko             | 1–2                         | Turecko | Daugava stadions, Riga |
|                      | Report (FIFA) Report (UEFA) |         | Daugava stadions, Riga |

| 11. října 2021 20:45 |                             |           |                               |
| Nizozemsko           | 6–0                         | Gibraltar | Feijenoord Stadion, Rotterdam |
|                      | Report (FIFA) Report (UEFA) |           | Feijenoord Stadion, Rotterdam |

| 11. října 2021 20:45 |                             |            |                        |
| Norsko               | 2–0                         | Černá Hora | Ullevaal Stadion, Oslo |
|                      | Report (FIFA) Report (UEFA) |            | Ullevaal Stadion, Oslo |

| 13. listopadu 2021 18:00 |                             |          |                        |
| Norsko                   | 0–0                         | Lotyšsko | Ullevaal Stadion, Oslo |
|                          | Report (FIFA) Report (UEFA) |          | Ullevaal Stadion, Oslo |

| 13. listopadu 2021 18:00 |                             |           |                                        |
| Turecko                  | 6–0                         | Gibraltar | Atatürkův olympijský stadion, Istanbul |
|                          | Report (FIFA) Report (UEFA) |           | Atatürkův olympijský stadion, Istanbul |

| 13. listopadu 2021 20:45 |                             |            |                                |
| Černá Hora               | 2–2                         | Nizozemsko | Stadion Pod Goricom, Podgorica |
|                          | Report (FIFA) Report (UEFA) |            | Stadion Pod Goricom, Podgorica |

| 16. listopadu 2021 20:45 |                             |          |                             |
| Gibraltar                | 1:3                         | Lotyšsko | Victoria Stadium, Gibraltar |
|                          | Report (FIFA) Report (UEFA) |          | Victoria Stadium, Gibraltar |

| 16. listopadu 2021 20:45 |                             |         |                                |
| Černá Hora               | 1:2                         | Turecko | Stadion Pod Goricom, Podgorica |
|                          | Report (FIFA) Report (UEFA) |         | Stadion Pod Goricom, Podgorica |

| 16. listopadu 2021 20:45 |                             |        |                               |
| Nizozemsko               | 2:0                         | Norsko | Feijenoord Stadion, Rotterdam |
|                          | Report (FIFA) Report (UEFA) |        | Feijenoord Stadion, Rotterdam |

## Střelci branek
Střelci 12 branek
- Nizozemsko Memphis Depay

Střelci 5 branek
- Norsko Erling Haaland
- Turecko Burak Yılmaz

Střelci 4 branek
- Černá Hora Fatos Beqiraj
- Nizozemsko Davy Klaassen

Střelci 3 branek
- Černá Hora Stevan Jovetić
- Nizozemsko Luuk de Jong
- Nizozemsko Donyell Malen
- Lotyšsko Vladislavs Gutkovskis
- Norsko Mohamed Elyounoussi
- Norsko Alexander Sørloth
- Norsko Kristian Thorstvedt
- Turecko Kerem Aktürkoğlu
- Turecko Hakan Çalhanoğlu
- Turecko Halil Dervişoğlu

Střelci 2 branek
- Černá Hora Adam Marušić
- Gibraltar Reece Styche
- Nizozemsko Steven Berghuis
- Nizozemsko Georginio Wijnaldum
- Lotyšsko Roberts Uldriķis
- Turecko Serdar Dursun
- Turecko Kenan Karaman
- Turecko Ozan Tufan
- Turecko Cengiz Ünder

Střelci 1 branky
- Černá Hora Risto Radunović
- Černá Hora Marko Simić
- Černá Hora Žarko Tomašević
- Černá Hora Nikola Vujnović
- Černá Hora Ilija Vukotić
- Gibraltar Tjay De Barr
- Gibraltar Liam Walker
- Nizozemsko Steven Bergwijn
- Nizozemsko Denzel Dumfries
- Nizozemsko Cody Gakpo
- Nizozemsko Arnaut Groeneveld
- Nizozemsko Guus Til
- Nizozemsko Donny van de Beek
- Nizozemsko Virgil van Dijk
- Lotyšsko Andrejs Cigaņiks
- Lotyšsko Dāvis Ikaunieks
- Lotyšsko Jānis Ikaunieks
- Lotyšsko Raimonds Krollis
- Lotyšsko Roberts Savaļnieks
- Norsko Jonas Svensson
- Turecko Merih Demiral
- Turecko Orkun Kökçü
- Turecko Mert Müldür
- Turecko Çağlar Söyüncü
- Turecko Yusuf Yazıcı

Vlastní branka
- Turecko Merih Demiral (proti Litvě)